# 3535 Ditte
A 3535 Ditte (ideiglenes jelöléssel 1979 SN11) a Naprendszer kisbolygóövében található aszteroida. Nyikolaj Sztyepanovics Csernih fedezte fel 1979. szeptember 24-én.